# Evialis
Evialis (anciennement Guyomarc'h NA) est une entreprise industrielle française.
Ses domaines d'activité sont la nutrition et la santé animale par la fabrication et la commercialisation d'aliment complet, de prémix et autres produits adaptés à l'élevage.

## Histoire
En 2000, Guyomarc'h NA prend le contrôle du laboratoire de santé animale Franvet, et d'UAR, une entreprise familiale spécialisée dans la nutrition équine, basée dans l'Essonne, et détenue par la famille Huard.
En 2001, Guyomarc'h NA change de nom et devient Evialis. La même année, l'entreprise annonce l'acquisition de l'activité d'Agribrands en France.
En 2003, BNP Paribas nomme Alain Meulnart (ancien patron de Générale Sucrière) PDG d'Evialis, en remplacement d'Alain Decrop,.
En 2005, Alain Meulnart annonce sa démission cédant sa place à Pierre Lefebvre, ancien patron de Vilmorin-Clause.
En 2007, BNP Paribas cède le contrôle d'Evialis au groupe coopératif InVivo.
En 2008, Evialis achète les activités de nutrition animale de l'américain Cargill au Brésil,.